# Rzut izometryczny

Rzut izometryczny – odwzorowanie przestrzeni trójwymiarowej na płaszczyznę, będące jednym z rodzajów rzutu równoległego. Istotą rzutu izometrycznego jest równa miara kątów (120°) między każdą parą osi, przez co skrócenie perspektywiczne każdej z osi jest takie samo. Metodę tę stosował z powodzeniem w swoich planach Eugène Viollet-le-Duc.
Rzut izometryczny lub podobne doń odwzorowania dimetryczne bądź anizometryczne wykorzystywane są w wielu grach komputerowych do stworzenia wrażenia trójwymiarowości planszy (np. SimCity 3000).

## Tworzenie rzutu izometrycznego
Schemat tworzenia rzutu perspektywicznego, gdzie „obserwator” znajduje się w jednym punkcie zaraz przed płaszczyzną, a obraz powstaje przez przeprowadzenie linii od obiektu obserwowanego, przez „oko” na płaszczyznę, różni się od schematu odpowiedniego dla rzutu izometrycznego. Przez każdy punkt płaszczyzny poprowadzona zostaje prosta pod tym samym kątem do natrafienia na obserwowany obiekt, po czym nanosi się pokrywający się z linią fragment tegoż obiektu. W podejściu tym nie rozważa się jednego „obserwatora”, a nieskończenie wiele ognisk rzutowania, w efekcie czego obiekty nie maleją ani nie rosną wraz ze zmianą odległości.